# Realistas

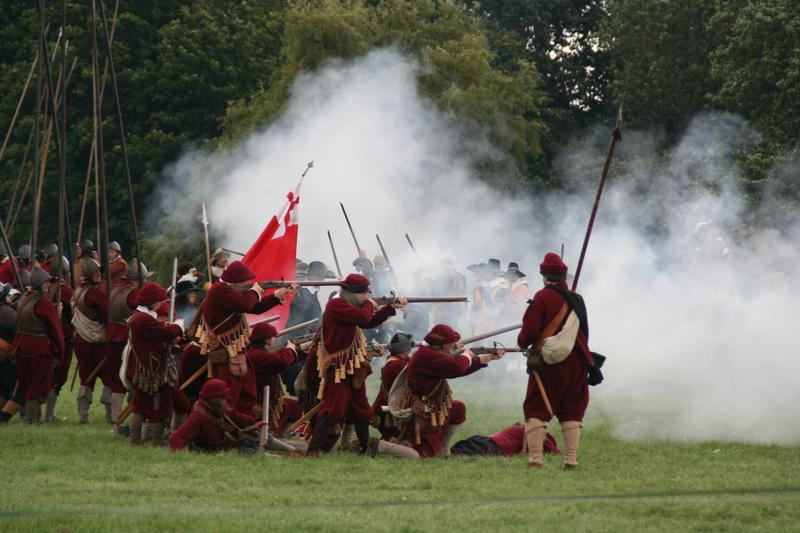
Encenação da batalha de Naseby, ala dos Royalists

Realista é o partidário de um monarca ou casa real específicos. O realismo difere do monarquismo, que defende o sistema monárquico de governo, mas não necessariamente um monarca em particular. 
Eles teriam um propósito diferente do socialismo e anarquismo, assim como defendem a monarquia eles cooperam para que haja uma mudança entre o clero o rei e o povo para criar um sistema partidário no qual não haja conflitos na sociedade e passem a ver o mundo de uma forma real com os olhos de uma sociedade rígida e obediente.
Na Guerra Civil Portuguesa (1832-1834), os "realistas" eram os miguelistas, apoiantes de D. Miguel I.
Na Inglaterra, o termo Royalist era usado para designar um partidário de Carlos I durante a Primeira Revolução Inglesa. Os realistas opunham-se aos parlamentaristas. Destacavam-se particularmente os cavaliers. 